# ガラス圧法
ガラス圧法（ガラスあつほう）は、ガラスによって皮膚を圧迫する検査で、主に紅斑と紫斑を識別するために用いられる。
これは、紅斑は圧迫によって消失するが、紫斑は圧迫しても消失しないという性質を利用したものである。紫斑（いわゆるあざ）は皮内の出血であるため圧迫しても消失しないが、紅斑は毛細血管の拡張であるので、圧迫すると紅斑の部分へ流れる血が一時的に止まり、消失すると考えられている。
紫斑を診た場合は1次止血の障害が疑われるので、出血時間や血小板数を測定する必要がある。ただし、アレルギー性紫斑病などは1次止血の障害ではなく毛細血管が障害される病気であるので注意が必要である。